# Нізамі Гянджеві (станція метро)
40°22′46″ пн. ш. 49°49′47″ сх. д. / 40.37944° пн. ш. 49.82972° сх. д.
«Нізамі Гянджеві» (азерб. Nizami Gəncəvi) — станція другої лінії Бакинського метрополітену, розташована між станціями «Елмляр Академіяси» і «28 Травня» і названа на честь поета і мислителя XII століття, Нізамі Гянджеві.
Станція відкрита окремо і до відкриття в 1985 році ділянки лінії до станції «Мемар Аждемі» була кінцевою, в спадок від цього, перед станцією залишився з'їзд. «Нізамі Гянджеві» — остання станція першої черги Бакинського метрополітену.
Оздоблення зовнішньої частини вестибюля станції, як би вбудованого в житловий квартал, облямована внизу карнизом з легких алюмінієвих листів. В оздобленні внутрішньої частини станції застосували найкращі зразки національної архітектури. Підземний палац прикрашають мозаїчний портрет Нізамі та панно на теми з його творів (автор — народний художник СРСР М. Абдуллаєв).
Від станції лінія метрополітену веде в Нагірну частину Баку, де розташовані важливі адміністративні та наукові центри.
Конструкція станції — пілонна трисклепінна